# Hedysarum lipskyi
Hedysarum lipskyi är en ärtväxtart som beskrevs av Boris Fedtjenko. Hedysarum lipskyi ingår i släktet buskväpplingar, och familjen ärtväxter. Inga underarter finns listade i Catalogue of Life.